# Вернер Геррманн
Вернер Геррманн (нім. Werner Herrmann; 14 січня 1920, Фельклінген — 22 липня 2003) — німецький офіцер-підводник, оберлейтенант-цур-зее крігсмаріне.

## Біографія
1 жовтня 1938 року вступив на флот. З 1 травня 1940 року — вахтовий офіцер на торпедному катері T155, з 22 жовтня 1940 року — на T10. З 3 лютого по 15 червня 1941 року пройшов курс підводника, після чого був переданий в розпорядження Управління морської війни ОКМ, 8 вересня 1941 року — в розпорядження 7-ї флотилії. З12 вересня 1941 року — 2-й, з 22 квітня 1942 року — 1-й вахтовий офіцер на підводному човні U-96, на якому взяв участь у п'яти походах в Північну Атлантику. 22-28 лютого 1943 року пройшов курс кермування, 1-31 березня — курс командира човна, після чого був призначений інструктором в 2-гу навчальну дивізії підводних човнів. 4 липня 1944 року направлений на будівництво U-2510. З 27 вересня 1944 року — командир U-2510. 2 травня 1945 року наказав затопити човен в рамках операції «Регенбоген». 8 травня 1945 року взятий в полон британськими військами. 3 серпня 1945 року звільнений.

## Звання
- Кандидат в офіцери (1 жовтня 1938)
- Морський кадет (1 липня 1939)
- Фенріх-цур-зее (1 грудня 1939)
- Оберфенріх-цур-зее (1 серпня 1940)
- Лейтенант-цур-зее (1 квітня 1941)
- Оберлейтенант-цур-зее (1 квітня 1943)

## Нагороди
- Залізний хрест
  - 2-го класу (8 грудня 1941)
  - 1-го класу (9 жовтня 1942)
- Нагрудний знак підводника (26 березня 1942)
- Нагрудний знак флоту (16 жовтня 1942)